# 사사명
사사명(史思明, 생년 미상 ~ 761년)은 당나라의 무장으로 755년에서 763년까지 당나라를 뒤흔든 안사의 난에서 안록산의 부장으로 활약을 했다.
757년 1월 안록산이 둘째 아들 안경서에게 암살되자, 그 후 759년 안경서를 암살하고 난을 이끌게 된다. 결국 자신도 761년 맏아들 사조의의 반란으로 암살되는 기이한 운명을 맞았다.

## 가족
- 부인 : 신황후(辛皇后)
- 아들 : 사조의(史朝義)

## 같이 보기
- 안사의 난
  - 안록산

| 전임 안경서 | 연 (안사)의 3대 황제 759년 ~ 761년 | 후임 사조의 |